# Caatingatörnskrika
Caatingatörnskrika (Pseudoseisura cristata) är en fågel i familjen ugnfåglar inom ordningen tättingar.

## Utseende och läte
Caatingatörnskrikan är en omisskännlig stor ugnfågel med buskig huvudtofs, gula ögon och enfärgat kanelbrun fjäderdräkt. Sången framförs i duett, där hanen avger en accelererande serie som avslutas i ett skallrande ljud medan honan låter höra ihållande sträva "zjeep".

## Utbredning och systematik
Fågeln föreommer i torra nordöstra Brasilien (Pernambuco, Piauí, Bahia och Minas Gerais). Den behandlas som monotypisk, det vill säga att den inte delas in i några underarter.

## Levnadssätt
Caatingatörnskrikan förekommer i just torra caatinga-skogar och buskmarker, ofta nära bebyggelse. Den födosöker mestadels på marken. Fågeln bygger ett stort bo av törniga kvistar.

## Status och hot
Arten har ett stort utbredningsområde och tros öka i antal. Internationella naturvårdsunionen IUCN listar den därför som livskraftig (LC).

## Namn
Caatinga är ett biom i nordöstra Brasilien. Namnet betyder vit skog, från det landskap som uppstår under torrtiden då växterna förlorar sina blad och blir torra och vitaktiga.